# Groß Schönebeck
Groß Schönebeck ist seit 2003 ein Ortsteil der amtsfreien Gemeinde Schorfheide im Landkreis Barnim in Brandenburg. Als eigenständiges Dorf entstand es im 13./14. Jahrhundert.

## Geografie
Der Ort liegt 12 Kilometer nordwestlich von Finowfurt, dem Sitz der Gemeindeverwaltung und 20 Kilometer nordwestlich von Eberswalde, dem Verwaltungssitz des Landkreises. Auf der Gemarkung von Groß Schönebeck befinden sich der Ortsteil Böhmerheide, die bewohnten Gemeindeteile Döllner Heide, Sarnow und Sperlingsaue sowie die folgenden Wohnplätze: Altlotzin, Döllner Siedlung, Eichheide, Gardix, Grahsee, Klein Dölln, Rehluch und Wildfang.

## Geschichte
Groß Schönebeck wurde nach neuesten Erkenntnissen erstmals 1313 urkundlich erwähnt. Heimatforscher leiteten den Namen von scone (schön) und beke (Bach), das heißt Siedlung am schönen, hellen, klaren Bach ab. Laut Landbuch der Mark Brandenburg von 1375 umfasste das Dorf „Schonebeke“ 64 Hufen, außerdem existierte eine gleichnamige, bereits Anfang des 13. Jahrhunderts erbaute Burg. Der spätere Marktflecken lag an der mittelalterlichen uckermärkischen Heer- und Handelsstraße von Berlin nach Prenzlau. Die Kurfürsten von Brandenburg unternahmen von hier im 15. und 16. Jahrhundert oft Jagden in die Schorfheide. Einen Kampf von Kurfürst Joachim II. mit einem Bären anno 1522 in der Heide beschrieb Willibald Alexis in seinem Buch Die Hosen des Herrn von Bredow. Dänische Truppen zerstörten im Dreißigjährigen Krieg die Burg Schönebeck. Auch die Ortschaft wurde in dieser Zeit vernichtet, nur der Feldsteinturm der Kirche blieb stehen.
Ende des 17. Jahrhunderts wurde ein Jagdschloss erbaut. Im 19. Jahrhundert unterhielt der Preußen-König Friedrich II. in den Wäldern um Groß Schönbeck die Königliche Oberförsterei Groß Schönebeck, der Oberförster wohnte fortan im Schloss.

In einem Lexikon des Jahres 1905 heißt es zu Groß Schönebeck:

„[...] hat eine evangelische Kirche, Forstschule, 2 Oberförstereien, 2 Dampfsägemühlen, Ziegelbrennerei.“

Weitere in Groß Schönebeck angesiedelte Fabriken wie Becker und Sohn–Karl Wagner und die Firma Sägewerk und Nutzholzhandlung C. Wörpel & Sohn wurden nach dem Zweiten Weltkrieg durch die Sowjetische Besatzungsmacht demontiert und dienten (wohl) als Reparationszahlungen.
Zu der im 20. Jahrhundert existierenden Gemeinde Groß Schönebeck (Schorfheide) gehörten Schluft (seit 1972) und Klandorf (seit 1974). Böhmerheide war ein Siedlungsgebiet im Ort Groß Schönebeck.
Nach der deutschen Wiedervereinigung entstand das Bundesland Brandenburg. Die neuen Landesstrukturen führten zu organisatorischen Veränderungen: am 31. Juli 1992 bildete sich das Amt Groß Schönebeck (Schorfheide)-Land mit Sitz in der Gemeinde Groß Schönebeck (Schorfheide), bestehend aus den fünf Gemeinden Groß Schönebeck, Zerpenschleuse, Sophienstädt, Ruhlsdorf und Marienwerder. Infolge einer Brandenburgischen Gemeindereform schlossen sich am 26. Oktober 2003 Groß Schönebeck und Finowfurt zur Gemeinde Schorfheide zusammen.
Seit 1991 befindet sich im Schloss das Schorfheide-Museum.
Obwohl die Ersterwähnung von Groß Schönebeck im Jahr 1313 erfolgte (s. o.), fand am 7. Juli 2007 eine 707-Jahr-Feier als Das leicht ver-rückte Dorffest statt.

## Bevölkerung
| Jahr | Groß Schönebeck | Schluft                 | Klandorf                |
| ---- | --------------- | ----------------------- | ----------------------- |
|      |                 | 1972 zu Groß Schönebeck | 1974 zu Groß Schönebeck |
| 1800 | 1 085           | .                       | .                       |
| 1839 | 1 372           | .                       | .                       |
| 1875 | 1 751           | 202                     | 436                     |
| 1890 | 2 077           | 170                     | 485                     |
| 1900 | 2 026           | .                       | .                       |
| 1925 | 1 755           | 221                     | 351                     |
| 1933 | 2 007           | 198                     | 344                     |
| 1939 | 2 184           | 171                     | 316                     |

| Jahr          | Groß Schönebeck | Schluft | Klandorf |
| ------------- | --------------- | ------- | -------- |
| 1946          | 2 697           | 290     | 453      |
| 1950          | 2 862           | 280     | 423      |
| 1971          | 2 250           | 182     | 303      |
| 1981          | 2 423           | .       | .        |
| 1990          | 2 450           | .       | .        |
| 1995          | 2 388           | .       | .        |
| 2000          | 2 405           | .       | .        |
| 2002          | 2 349           | .       | .        |
| 2013          | 1 725           |         |          |
| 2021          | 1 758           |         |          |
| 2024 (16.12.) | 1 768           |         |          |

Einwohnerentwicklung von Groß Schönebeck von 1800 bis Mitte 2017 (blau). Im Vergleich die ehemaligen Ortsteile von Groß Schönebeck Schluft (rot) und Klandorf (grün)

Gebietsstand des jeweiligen Jahres, ab 2013 Melderegister der Gemeinde Schorfheide

## Bauwerke (Auswahl)

### Jagdschloss

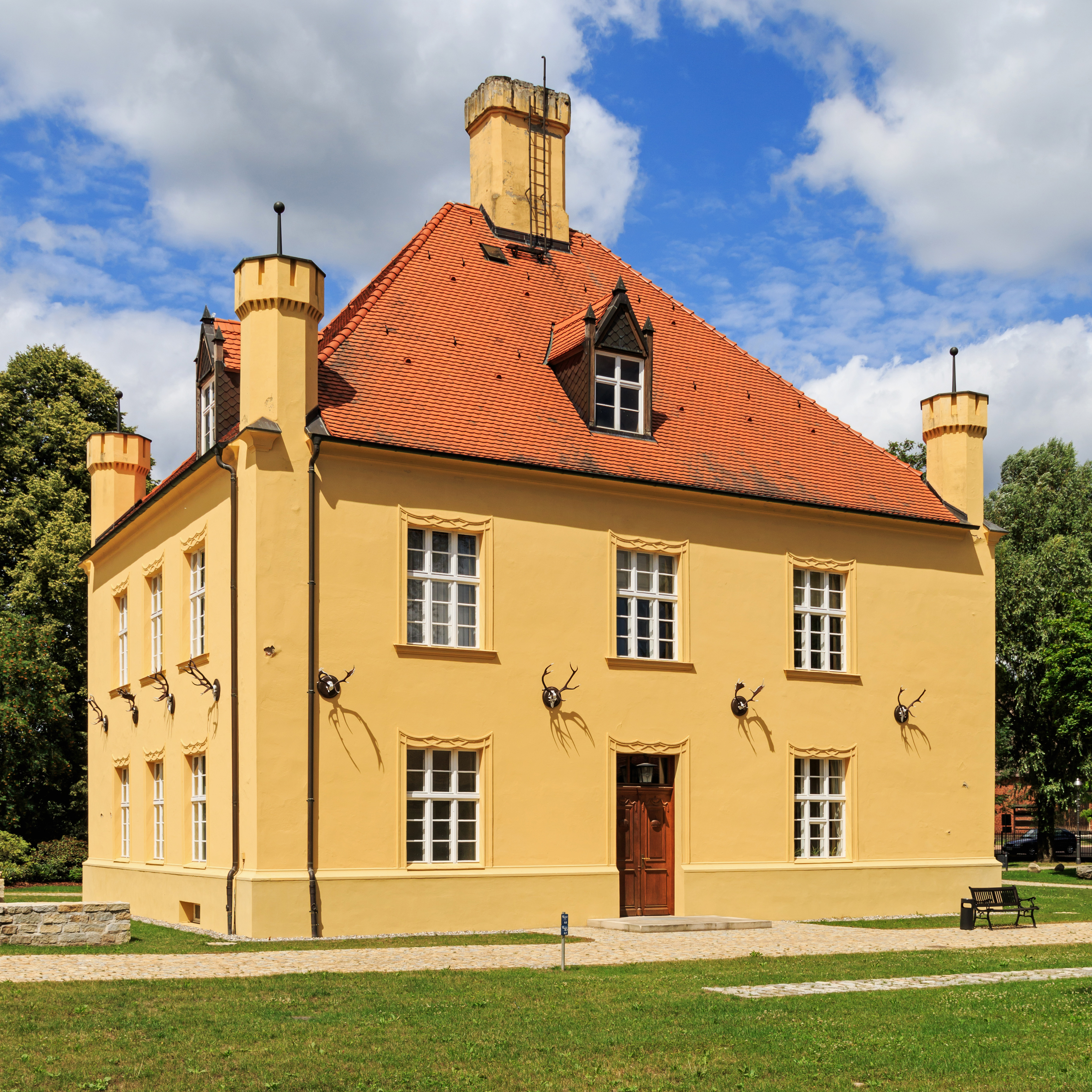
Jagdschloss (2015)

Das Jagdschloss Groß Schönebeck wurde ab 1680 für Friedrich Wilhelm, den Großen Kurfürsten, erbaut. Nachdem es 1715 fertiggestellt worden war, zog Friedrich Wilhelm I., der Soldatenkönig, ein. Der schlichte zweigeschossige Bau diente als Aufenthaltsort königlicher Gäste und Ausgangspunkt ihrer Jagdgesellschaften. Nach dem Ende des preußischen Staates nach dem Zweiten Weltkrieg wurde das Jagdschloss als Wohn- und Verwaltungssitz einer Försterfamilie genutzt. Im Jahr 2001 eröffnete in den Räumen das Schorfheide-Museum mit vielen Exponaten über die Entstehung und Entwicklung dieses Landschaftsraumes. Seit 2006 gibt es in zwei Räumen des Museums eine Dauerausstellung über den Boxer und begeisterten Jäger Max Schmeling. Einer der Säle ist als Box-Raum gestaltet, in welchem ein Boxring die Besucher zu eigenen Aktivitäten mit einem Sandsack einlädt, außerdem sind Filme mit Originalaufnahmen von Schmeling zu sehen. Der andere Raum ist als Naturraum eingerichtet, der Jagdtrophäen des Boxers ebenso präsentiert wie private Fotoalben des Weltstars.

### Kirche

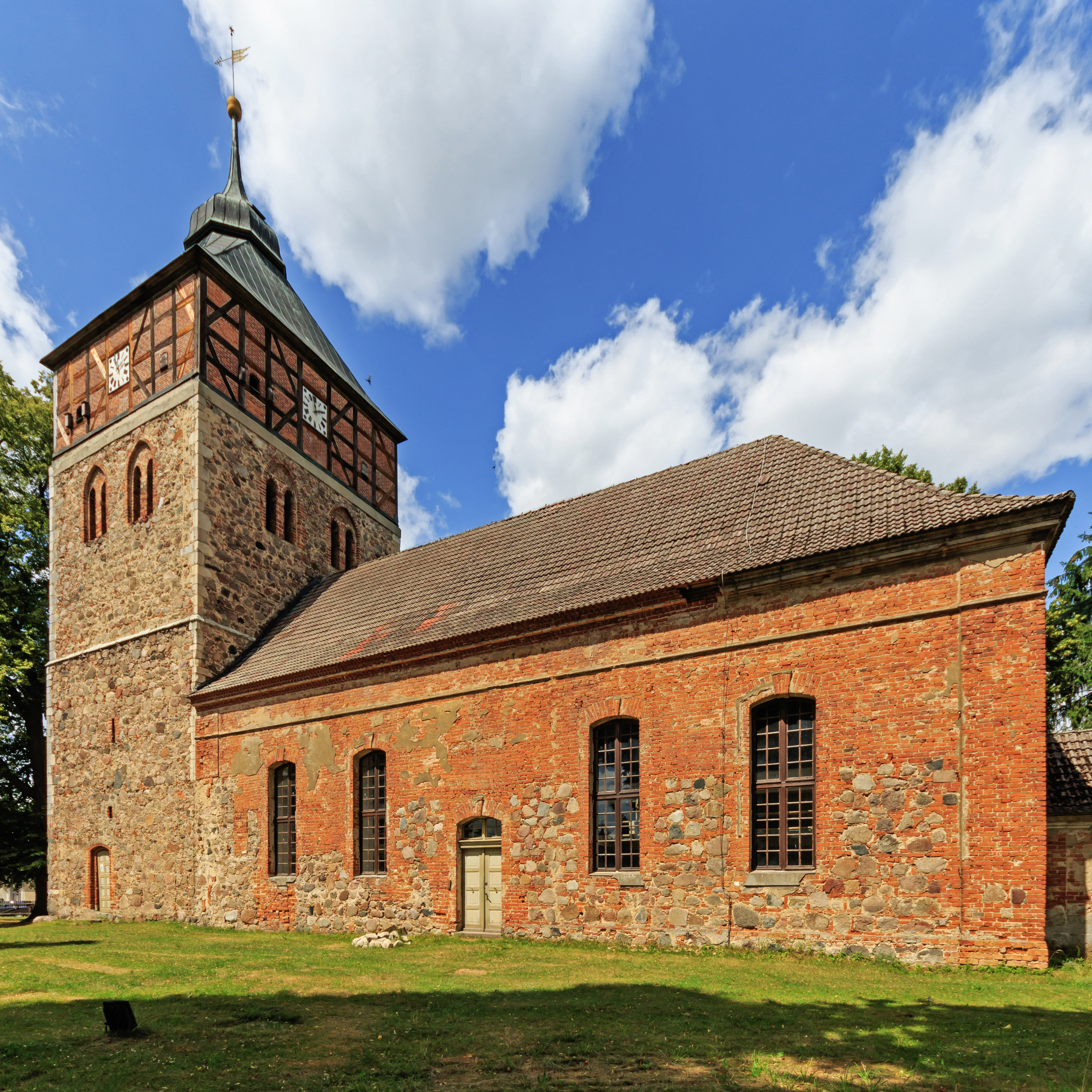
Immanuelkirche

Die Dorfkirche Groß Schönebeck ist ein ehemals verputzter barocker Saalbau aus den Jahren 1664–1673 mit einem mittelalterlichen Turm aus Feldsteinmauerwerk, der eine mehrfach umgebaute barocke Orgel enthält.

## Wirtschaft und Infrastruktur

### Entwicklung
Seit den 1990er Jahren leben die Einwohner des Ortes überwiegend von Landwirtschaft und Tourismus.
Der Wildpark Schorfheide gGmbH ist ein Wildpark bei Groß Schönebeck im Biosphärenreservat Schorfheide-Chorin.
Im 1996 gegründeten[1] Wildpark sind auf einer Gesamtfläche von 105 Hektar am Rand der Schorfheide heimische Tierarten wie Fischotter, Rothirsche, Damhirsche, Wildschweine und Europäische Mufflons zu sehen. Außerdem befinden sich hier Wölfe, Wisente, Elche, Luchse und Przewalski-Pferde.
Am Rand von Groß Schönebeck befindet sich im Ortsteil Sarnow das ehemalige staatliche Gestüt der DDR Gut Sarnow. Seit den 1990er Jahren werden auf dem Gelände ein Reiterhof sowie ein Restaurant und ein Hotel betrieben.

### Verkehr

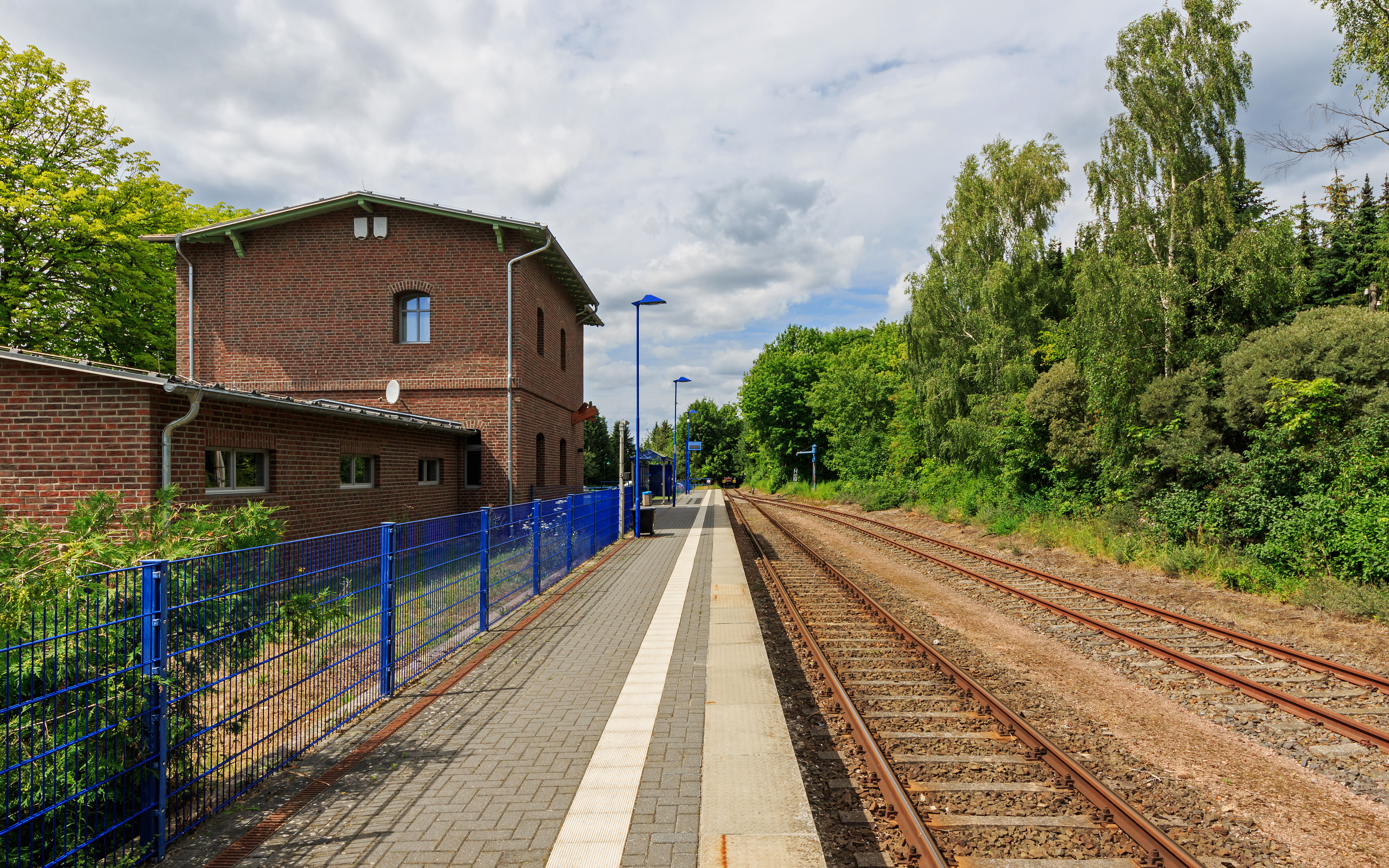
Bahnhof Groß Schönebeck

Groß Schönebeck liegt an der Landesstraße L 100 von Zerpenschleuse nach Mittenwalde (bis 2005 Bundesstraße 109). Sie entstand zwischen 1830 und 1832 als Teil der Chaussee von Berlin nach Prenzlau.
Seit 1901 hat Groß Schönebeck einen Bahnhof. Als Endbahnhof der Bahnstrecke Reinickendorf-Liebenwalde-Groß Schönebeck, der Heidekrautbahn, ist er ein Kopfbahnhof. Seit dem 21. Jahrhundert fährt hier die Regionalbahn RB 27, betrieben von der NEB nach Berlin-Karow (Kursbuchnummer 209.27). 1939 war der Bahnhof Kulisse für den Spielfilm Salonwagen E 417, in dem er den Bahnhof „Dingskirchen“ darstellt.

### Bildung
Seit dem Schuljahr 2007/08 bietet die Kleine Grundschule Groß Schönebeck als einzige Schule im Land Brandenburg Schach als Unterrichtsfach an. 2008/09 wurden wöchentlich 35 Schüler der Klassen 1 bis 3 mit dem königlichen Spiel vertraut gemacht. Die Kleine Grundschule war als einzige Barnimer Bildungseinrichtung Partnerschule der Internationalen Schacholympiade 2008. Durch eine vorbildliche Projektarbeit gelang es den Teilnehmern, sich als eine der kleinsten Schulen in Deutschland für das Finalturnier der Partnerschulen zu qualifizieren.

### Wissenschaft
Das Deutsche GeoForschungsZentrum (GFZ) betreibt in Groß Schönebeck eine Geothermie-Forschungsplattform am Rande des Norddeutschen Beckens.

### Sport
Der MTV Grün-Weiß Groß Schönebeck wurde bereits 1922 gegründet und seit 1946 als Sportgemeinschaft Vorwärts Groß Schönebeck weitergeführt. Im Jahr 1953 wurde die Sportgemeinschaft in Traktor Schorfheide umbenannt, die Fußball betrieb. Seit 1990 sind die Fußballer im FSV Schorfheide organisiert, alle anderen Sportarten im SV Schorfheide Groß Schönebeck e. V. Das Angebot an aktiven Sportarten wurde schrittweise ausgebaut, mit Beginn 2025 waren 543 Mitglieder in elf Sportabteilungen organisiert. Im Jahr 2006 war der SV Schorfheide Groß Schönebeck e. V. der erste Sportverein im Land Brandenburg, der die Sportart Biathlon gemäß Internationaler Biathlon Union (IBU) als Breitensport und in leistungssportlicher Ausrichtung anbietet.
Der Fußballverein ist auch Veranstalter des seit 1975 stattfindenden, traditionellen 1. Mai Turnier, an dem jedes Jahr Mannschaften aus der Umgebung teilnehmen.
Die Schachspieler sind als Schachfreunde Groß Schönebeck im Finowfurter SV e. V. organisiert.

## Städtepartnerschaften
Mit der polnischen Ostsee-Gemeinde Mielno wurde in den 1990er Jahren ein Partnerschaftsvertrag unterschrieben. Auf dieser Basis finden seitdem Delegationsaustausche, Sportvergleiche und wechselseitige Kulturveranstaltungen statt.

## Persönlichkeiten

### Söhne und Töchter der Gemeinde
- Karl von Reyher (1786–1857), preußischer Generalstabschef
- Ferdinand von Kleist (1797–1867), preußischer General
- August von Dewitz (1807–1865), preußischer Generalmajor
- Hermann Weyer (1830–1899), Architekt
- Carl Koeppen (1844–1930), Bauunternehmer
- Julius Preuss (1861–1913), Arzt, Medizinhistoriker[19]
- Willy Sägebrecht (1904–1981), Politiker (SED)
- Wolfram Kühn (* 1950), Radrennfahrer und -trainer
- Bernd Kieback (* 1955), Materialwissenschaftler
- Katrin Krüger (* 1959), Handballspielerin
- Dirk Adams (* 1968), Politiker (Bündnis 90/Die Grünen)

### Mit Groß Schönebeck verbundene Persönlichkeiten

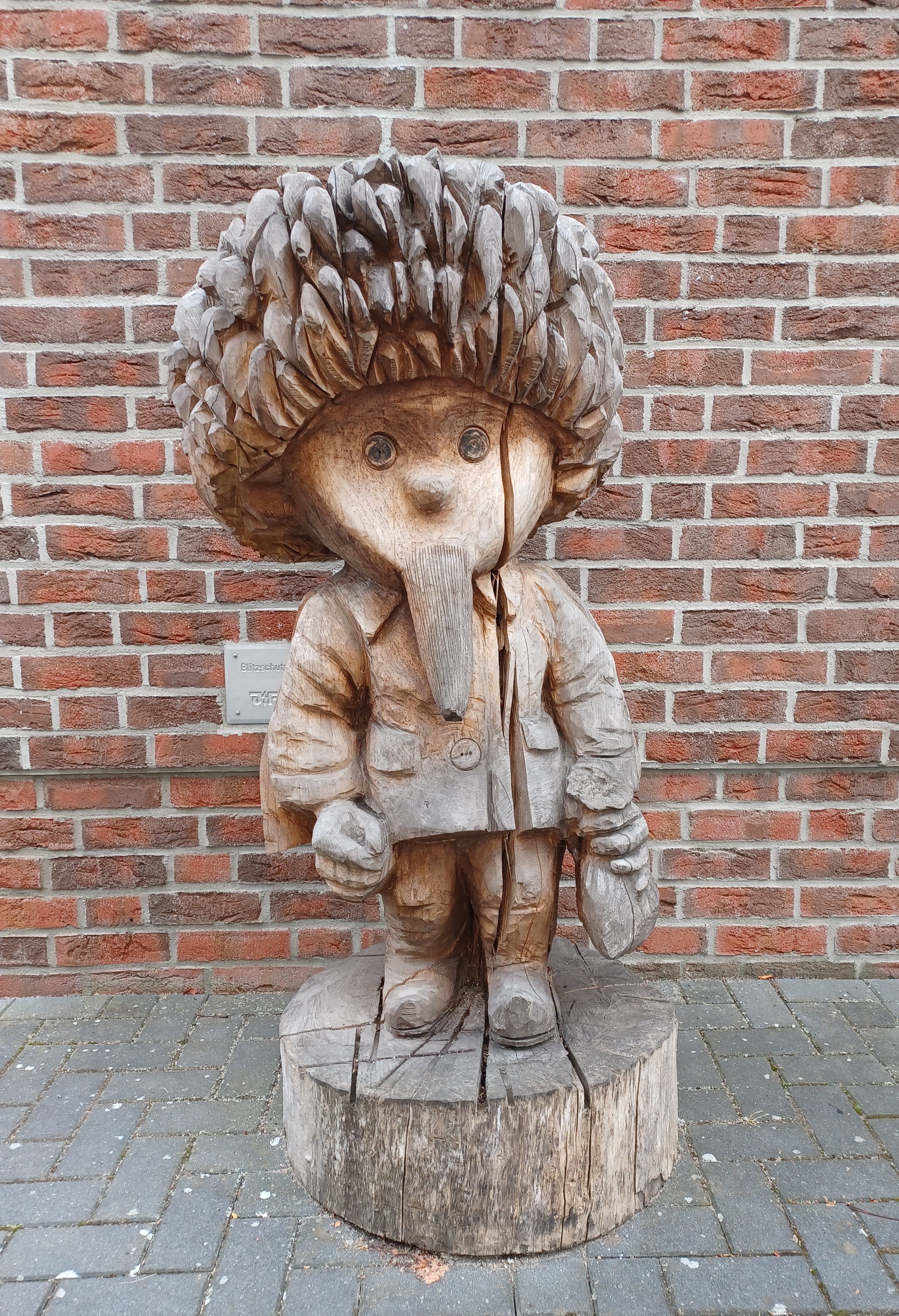
An Walter Krumbachs Sandmännchen-Lied erinnert eine Skulptur am Bahnhof Groß Schönebeck.

- Emil Bartoschek (1899–1969), Maler, lebte in Groß Schönebeck
- Walter Krumbach (1917–1985), Autor von Kinderbüchern und -liedern (u. a. „Sandmann, lieber Sandmann…“), Puppenspielen und Comics, lebte in Groß Schönebeck